# Bambusa gibba
Bambusa gibba är en gräsart som beskrevs av Mcclure. Bambusa gibba ingår i släktet Bambusa och familjen gräs. Inga underarter finns listade i Catalogue of Life.